# Folk-Punk
Folk-Punk (früher auch bekannt als rogue folk) ist ein Genre, das Einflüsse des Folk und des Punk verbindet. Es wurde bekannt in den frühen 1980er-Jahren durch The Pogues in England und Violent Femmes in den USA. Folk-Punk verzeichnete in diesem Jahrzehnt einigen Erfolg im Mainstream. In den letzten Jahren haben die Subgenres Celtic Punk und Gypsy Punk ebenfalls finanzielle Erfolge erreicht.